# African Forum and Network on Debt and Development
La African Forum and Network on Debt and Development (AFRODAD) es una organización no gubernamental panafricana que trabaja sobre temas financieros, económicos, así como sobre migraciones internacionales y sobre el desafío del desarrollo sostenible y la Justicia climática.

## Historia
AFRODAD, creada en 1996, trabaja a un nivel panafricano en 23 países, sobre temas financieros, económicos; temas de migraciones internacionales y sobre el desafío del desarrollo sostenible y la justicia climática. Su sede social es en Harare (Zimbabue). Es miembro de una red que agrupa Eurodad, Latindadd y Jubilee USA Network. Cuenta con un equipo de diferentes analistas en datos económicos y financieros, consultores, comunicadores, etc. Desde 2014, el director de la organización es Fanwell Kenala Bokosi, que tiene un doctorado en economía en la Universidad de Kent (Reino-Unido).
La ONG se financia de manera privada gracias a otras ONG europeas (como Oxfam Intermón) y organizaciones africanas (OSISA). Trabaja principalmente con la Union Africana, en particular sobre proyectos como la Agenda 2063 o sobre el "Africa Mining Vision". En 2018, participó y contribuyó a varios foros internacionales, como él ECOSOC Forum on Financing for Development o él African Development Bank Annual Meeting.
Esta producción de conocimientos sirve para ser difundido a la población, para alimentar a la mobilización popular. También algunos informes son dirigidos a las autoridades políticas y administrativas estatales africanas y a las instituciones regionales (Unión Africana, Comunidad Económica de Estados de África Occidental, de la Unión Económica y Monetaria de África Occidental). El objetivo de mandar los informes a las instituciones es de provocar una incidencia política sobre la producción de las políticas financieras y económicas de los Estados africanos, sobre la gestión de la deuda regional, con el fin de acabar con la pobreza, favorecer la Justicia climática, y promover la justicia social al nivel continental.
AFRODAD produce recomendaciones que hay que implementar al nivel de las instituciones financieras internacionales como el Banco Mundial o el Fondo Monetario Internacional.

## Publicaciones
- 2019 - Alignment of Legislation Impacting Public Finance Management (PFM) in Zimbabwe.[10]
- 2019 - Bond Issuance and the Current Debt Levels in Sub Saharan Africa.[11]
- 2019 - Debt Profile: Malawi.[12]
- 2019 - Zimbabwe Debt Profile 2018.[13]
- 2019 - Debt Profile : South Africa.[14]

- 2018 - Regional Aid Profile East Africa.[15]

- 2013 - The effectiveness of Foreign Aid beyond Busan: Case Studies Zambia, Ghana and Mozambique.[16]

- 2009 - Conference proceedings report: international conference on fair and transparent arbitration mechanism on illegitimate and odious debts, Johannesburg, South Africa.[17]

- 2007 - The contribution of oil to debt and under-development in Africa: The case of the Chad-Cameroon oil pipeline project.[18]

- 2006 - Implementing fair debt arbitration: what needs to be done.[19]
- 2006 - Assessing the impact of the PRGF on social services: the case of Ethiopia.[20]

- 2003 - Trade and debt blockages – which way forward?: financing for development & debt.[21]

- 2002 - Comparative analysis of five African countries with completed PRSP: Burkina Faso, Mauritania, Mozambique, Uganda and Tanzania.

- 1999 - Debt and trade: implications for the WTO process.[22]